# 呉勝立
呉 勝立（オ・スンニプ、朝: 오승립、英: Oh Seung-Lip、1946年10月6日 - ）は韓国の柔道選手。兵庫県神戸市長田区出身。階級は中量級。身長175cm。高校までは｢呉原｣姓を名乗っていた。

## 人物
在日韓国人として生まれて、神港学園高校から天理大学に進み、主将を務めるなどして活躍する一方、1967年にはユニバーシアードに韓国代表で出場して、決勝で園田勇に敗れ2位となった。1969年の世界選手権では3位となった。1972年ミュンヘンオリンピック中量級では5回戦で日本の関根忍を破るが、決勝では敗者復活を勝ち上がってきた関根と再戦となり、優勢に試合を進めていたものの、残り30秒で関根の体落に横転したこともあってか、1-2の判定で敗れて銀メダルにとどまった。

## 主な戦績
- 1967年 - ユニバーシアード　2位
- 1968年 - 全日本学生柔道選手権大会　2位
- 1969年 - 世界選手権　3位
- 1972年 - ミュンヘンオリンピック　2位